# La falena e la fiamma
La falena e la fiamma (The Moth and the Flame) è un cartone animato del 1938, incluso nella collana Sinfonie allegre, prodotto da Walt Disney.

## Trama
Un gruppo di tarme è attratto dalla luce di un lampione situato vicino a un antico negozio di costumi. Due di esse (maschio e femmina) sono innamorate e si staccano dal gruppo per osservare la vetrina del negozio e, quando stanno per entrarci, vengono precedute dalle altre tarme, che iniziano a divorare gli indumenti esposti. Nel frattempo i due innamorati iniziano a corteggiarsi e, mentre il maschio inizia a mangiare una bombetta, la femmina viene avvicinata dalla fiamma di una candela. Il lepidottero però non si lascia avvicinare dalla fiamma e fa sciogliere tutta la candela. La fiamma cerca quindi di agguantare la tarma, ma lei ogni volta riesce a fuggire in tempo. Quando però dà involontariamente fuoco a una scatola di fiammiferi, la fiamma diventa talmente enorme che lei deve fuggire sul soffitto. L'amato cerca di salvarla, ma ogni tentativo fallisce, così attira l'attenzione del resto del gruppo facendo cadere delle palline di naftalina su un campanello. Le tarme, usando tecniche analoghe a quelle usate dai vigili del fuoco, riescono a spegnere l'incendio. Sventato il pericolo, la femmina dà un bacio al maschio.